# Verbandsgemeinde Nieder-Olm
La comunità amministrativa di Nieder-Olm (Verbandsgemeinde Nieder-Olm) si trova nel circondario di Magonza-Bingen nella Renania-Palatinato, in Germania.

## Comuni
Fanno parte della comunità amministrativa i seguenti comuni:
| Comune, città               | Sup. (km²) | Abitanti |
| --------------------------- | ---------- | -------- |
| Essenheim                   | 10,51      | 3 565    |
| Jugenheim in Rheinhessen    | 6,17       | 1 622    |
| Klein-Winternheim           | 5,51       | 3 619    |
| Nieder-Olm, città           | 11,22      | 10 348   |
| Ober-Olm                    | 17,09      | 4 526    |
| Sörgenloch                  | 2,43       | 1 250    |
| Stadecken-Elsheim           | 14,52      | 4 834    |
| Zornheim                    | 5,58       | 3 908    |
| Verbandsgemeinde Nieder-Olm | 73,03      | 33 672   |

(Abitanti al 31 dicembre 2021)